# Structures métalliques
Cet article concerne la discipline artistique. Pour le domaine de la construction, voir construction métallique.
Une structure métallique est une construction mécanique en métal composée de poutres, le terme « poutre » étant à prendre au sens large : barre, tube, profilé.

## Applications

### Construction métallique
Les structures métalliques sont utilisées notamment dans les ponts métalliques, pylônes électriques, treillis, échafaudage ou charpente.

### Calcul mécanique de structures
Les calculs mécaniques de treillis ou structures sont une application de la mécanique statique, le but est de calculer la résistance et la stabilité. On considère notamment que les poutres sont reliées entre elles par des pivots. 

## Autre définition
Les structures métalliques regroupent l'ensemble des disciplines visant à utiliser toutes formes de métaux quels que soient les métaux et quelle que soit leur forme[réf. nécessaire].
Il s'agit ici de transformer la matière première constituée de profils de toutes formes ou de tôles en objets manufacturés, charpentes, appareils à pression, objets de consommation[réf. nécessaire].
La fabrication de ces objets se réalise en atelier : l'orfèvre réalise des pièces grâce à un atelier de fonderie, le charpentier réalise des éléments de charpente en acier, le menuisier fabrique portes et fenêtres en aluminium, le chaudronnier construit des pièces industrielles à partir de tôles d'acier, etc.[réf. nécessaire]
En règle générale on construit tout ce dont on pourrait avoir besoin pour vivre puisque l'industrie de l'acier réalise des bâtiments clos et couverts ainsi que tout le mobilier, y compris la décoration. De nombreux artistes ont utilisé le métal pour réaliser leurs œuvres (César, etc.).